# Грумезоая
Грумезоая (рум. Grumezoaia) — село у повіті Васлуй в Румунії. Входить до складу комуни Дімітріє-Кантемір.
Село розташоване на відстані 279 км на північний схід від Бухареста, 25 км на схід від Васлуя, 74 км на південний схід від Ясс, 125 км на північ від Галаца.

## Населення
За даними перепису населення 2002 року у селі проживали 622 особи, усі — румуни. Усі жителі села рідною мовою назвали румунську.